# Wagner Prado
Wagner Prado, também conhecido como Wagner Caldeirão (Campinas, 30 de dezembro de 1986) é um lutador brasileiro de MMA.
Lutava na categoria Meio Pesado no Ultimate Fighting Championship na qual foi demitido.

## Carreira no MMA
Wagner começou no Muay Thai aos 19 anos e começou no profissional do MMA em outubro de 2009. Ficou conhecido no Brasil por ter aparecido no Caldeirão do Huck na Rede Globo para consertar seu Ford Maverick 1975 e por isso ganhou o apelido de Caldeirão. Após a aparição na TV, Wagner se juntou a Team Nogueira, onde começou a treinar para lutar em eventos profissionais.

## Ultimate Fighting Championship
Caldeirão foi contratado pelo UFC para substituir Chad Griggs contra Phil Davis no UFC on Fox: Shogun vs. Vera no dia 4 de agosto de 2012 no Staples Center em Los Angeles, Califórnia. A luta foi paralisada aos 1:28 do 1º round após Davis acertar acidentalmente o dedo no olho de Caldeirão. O médico analisou o ferimento e resolveu terminar a luta, que ficou sem resultado. Especulava-se que a revanche aconteceria no UFC on FX: Browne vs. Pezão. No entanto, a luta foi movida para o UFC 153 para substituir a luta entre Vitor Belfort vs. Alan Belcher.
Caldeirão ainda enfrentou Ildemar Alcântara no UFC on FX: Belfort vs. Bisping, ele perdeu por finalização no segundo round. Após a derrota, Caldeirão foi retirado da promoção.

## Cartel no MMA
| Cartel no MMA   |             |            |
| 15 lutas        | 12 vitórias | 2 derrotas |
| Por nocaute     | 11          | 0          |
| Por finalização | 0           | 2          |
| Por decisão     | 1           | 0          |
| Empates         | 0           | 0          |
| No contest      | 1           | 1          |

| Res.    | Cartel   | Oponente                | Método                        | Evento                              | Data       | Round | Tempo | Local                        | Notas                                                          |
| ------- | -------- | ----------------------- | ----------------------------- | ----------------------------------- | ---------- | ----- | ----- | ---------------------------- | -------------------------------------------------------------- |
| Vitória | 12-2 (1) | Aldo Sultão             | TKO (socos)                   | Max Fight 16                        | 15/08/2015 | 1     | 4:19  | Campinas, São Paulo          | Defendeu o Cinturão Meio-Pesado do Max Fight.                  |
| Vitória | 11-2 (1) | Cesar Fabiano Rodrigues | TKO (socos)                   | Max Fight 14                        | 28/03/2015 | 1     | 3:08  | Campinas, São Paulo          | Pelo Cinturão Meio-Pesado Vago do Max Fight.                   |
| Vitória | 10-2 (1) | Johnny Walker           | TKO (socos)                   | Team Nogueira - Team Nogueira Beach | 29/11/2014 | 2     | 3:40  | Rio de Janeiro               |                                                                |
| Vitória | 9-2 (1)  | Rafael Monteiro         | Nocaute (socos)               | Iron Fight Combat 4                 | 07/09/2013 | 2     | 3:50  | São José dos Pinhais, Paraná |                                                                |
| Derrota | 8-2 (1)  | Ildemar Marajó          | Finalização (chave de joelho) | UFC on FX: Belfort vs. Bisping      | 19/01/2013 | 2     | 2:39  | São Paulo                    |                                                                |
| Derrota | 8-1 (1)  | Phil Davis              | Finalização (anaconda choke)  | UFC 153: Silva vs. Bonnar           | 05/10/2012 | 2     | 4:29  | Rio de Janeiro               |                                                                |
| NC      | 8-0 (1)  | Phil Davis              | NC (dedo no olho)             | UFC on Fox: Shogun vs. Vera         | 04/08/2012 | 1     | 1:28  | Los Angeles, Califórnia      | Estréia no UFC; Caldeirão foi acidentalmente acertado no olho. |
| Vitória | 8–0      | Aldo Sultão             | Nocaute (socos)               | MF - Max Fight 13                   | 13/05/2012 | 1     | 0:20  | São Paulo                    |                                                                |
| Vitória | 7–0      | Wellington Rodrigues    | TKO (socos)                   | Max Fight 8                         | 16/04/2011 | 1     | 4:23  | Campinas, São Paulo          |                                                                |
| Vitória | 6–0      | Cleber Tavares de Moura | Decisão (unânime)             | FXFMMA - X-Fight MMA 1              | 15/01/2011 | 3     | 5:00  | Rio de Janeiro               |                                                                |
| Vitória | 5–0      | Fernando Tressino       | TKO (joelhadas e socos)       | Campinas Fight 2                    | 6/11/2010  | 1     | N/A   | Campinas, São Paulo          |                                                                |
| Vitória | 4–0      | Luis Eduardo da Paixão  | TKO (socos)                   | MF 7 - Rally Brazil                 | 24/07/2010 | 3     | 1:25  | Itatiba, São Paulo           |                                                                |
| Vitória | 3–0      | Alexandre Imperador     | TKO (chutes na perna)         | First Class Fight 4                 | 30/06/2010 | 1     | N/A   | São Paulo                    |                                                                |
| Vitória | 2–0      | Mario Dias              | Nocaute (chute na cabeça)     | Ichigeki - Brazil 2009              | 03/10/2009 | 1     | 1:02  | Bragança Paulista, São Paulo |                                                                |
| Vitória | 1–0      | Fernando Tressino       | Nocaute (joelhadas e socos)   | Ichigeki - Brazil 2009              | 03/10/2009 | 1     | 0:35  | Bragança Paulista, São Paulo |                                                                |